# John Adair
John Adair, född 9 januari 1757 i Chester District (numera Chester County), South Carolina, död 19 maj 1840 i Harrodsburg, Kentucky, var en amerikansk politiker. Han representerade delstaten Kentucky i båda kamrarna av USA:s kongress, först i senaten 1805–1806 och sedan i representanthuset 1831–1833. Han var guvernör i Kentucky 1820–1824.
Adair deltog i amerikanska revolutionskriget och i kriget mot ohioindianerna. I det senare kriget var han med om förlusten mot Little Turtles trupper år 1791. Demokrat-republikanen Adair efterträdde 1805 John Breckinridge i USA:s senat. Han efterträddes följande år av Henry Clay. Under Adairs korta period som senator anklagades Aaron Burr för att ha konspirerat med syfte att skapa en egen självständig stat i Nordamerika. En av konspiratörerna, general James Wilkinson, påstod att Adair, som var vän med Burr, visste om planerna. Efter en rättegång visade det sig att Wilkinson inte hade konkreta bevis för sitt påstående.
Adair deltog i 1812 års krig. Ryktet som krigshjälte hjälpte honom att återuppta den politiska karriären. Han efterträdde 1820 Gabriel Slaughter som guvernör i Kentucky. Han efterträddes 1824 av Joseph Desha. Adair var en anhängare av Andrew Jackson. Han blev invald i representanthuset i kongressvalet 1830. Han ställde inte upp för omval efter en mandatperiod i representanthuset.
Det finns fyra countyn i USA som heter Adair County. Tre av dem, countyn i Iowa, Kentucky och Missouri, är uppkallade efter John Adair.